# Dino Monduzzi
Dino Monduzzi (2. dubna 1922, Brisighella – 13. října 2006, Vatikán) byl italský katolický kněz, biskup a kardinál.

## Kněz
Narodil se 2. dubna 1922 v Brisighelle Secondu Damianu Monduzzimu a Idě Ragazzini. Studoval v semináři ve Faenze. Na kněze byl vysvěcen dne 22. července 1945. Svou první mši sloužil o den později v arcikněžském chrámu v rodném městě. Poté studoval na Papežské lateránské univerzitě kde získal licentiát utroque iure z kanonického práva a občanského práva. Působil jako spolupracovník sociálních misií v Katolické akci v italských regionech. V květnu 1959 vstoupil do služeb Svatého stolce jako adjunkt. Dne 24. března 1966 byl jmenován kaplanem Jeho svatosti a později byl sekretářem a regentem Papežského domu. Dne 6. června 1970 se stal prelátem Jeho Svatosti.

## Biskup a kardinál
Papež Jan Pavel II. ho 18. prosince 1986 ustanovil titulárním biskupem Capri a prefektem Papežského domu. Na biskupa byl vysvěcen 6. ledna 1987 v Bazilice svatého Petra ve Vatikánu z rukou Jana Pavla II. a spolusvětiteli byli Eduardo Martínez Somalo a José Tomás Sánchez. Na post prefekta rezignoval 7. února 1998. V únoru 1998 byl jmenován kardinálem-jáhnem s titulární diakonií S. Sebastiano al Palatino. Zemřel 13. října 2006 ve Vatikánu. Jeho tělo odpočívá v rodinné hrobce v Brisighelle.

## Vyznamenání
- komtur Řádu prince Jindřicha – Portugalsko, 31. srpna 1967[1]
- velkodůstojník Řádu zásluh o Italskou republiku – Itálie, 22. září 1972[2]
- komtur Řádu Kristova – Portugalsko, 9. září 1981[1]
- velkokříž Řádu prince Jindřicha – Portugalsko, 21. prosince 1990[1]
- velkokříž Řádu zásluh o Italskou republiku – Itálie, 27. listopadu 1992[3]
- rytíř velkokříže Řádu Isabely Katolické – Španělsko, 14. dubna 1997[4]
- rytíř velkokříže spravedlnosti Konstantinova řádu svatého Jiří – Bourbon-Obojí Sicílie